# Contratiempo (película de 1980)
Contratiempo es una película de intriga y policíaca del Reino Unido del año 1980 dirigida por Nicolas Roeg con la participación del conocido cantante Art Garfunkel, rodada en Londres, Reino Unido.

## Argumento
Alex (Art Garfunkel) es un psicoanalista y profesor norteamericano en Viena, Austria. Conoce a una compatriota, Milena (Theresa Russell) con la que inicia una relación pasional. Pero ella es muy independiente y no desea una relación exclusiva, por lo que sus infidelidades aumentan, exacerbando un deseo posesivo de Alex. Meses después ella toma una sobredosis de barbitúricos que la llevan al borde de la muerte. El inspector Netusil (Harvey Keitel) debe averiguar si en realidad ha sido un intento de suicidio, o un asesinato frustrado. Color.

## Premios
- Contratiempo recibió el Premio del Público en el Festival de Toronto en 1980.